# فرناندو باراشينا
فرناندو باراشينا بلو (24 فبراير 1947- 4 يناير 2016) كان لاعب كرة قدم إسبانيًا محترفًا لعب كمدافع مركزي.